# کریستن ویکمائه
کریستن ویکمائه (استونیایی: Kristen Viikmäe؛ زادهٔ ۱۰ فوریهٔ ۱۹۷۹) بازیکن سابق فوتبال اهل استونی است.
از باشگاه‌هایی که در آن بازی کرده‌است می‌توان به باشگاه فوتبال نومه کالیو، باشگاه فوتبال فلورا تالین، باشگاه فوتبال فردریکستاد، باشگاه فوتبال تالین سادام، و باشگاه فوتبال وولرنگا اشاره کرد.
وی همچنین در تیم‌های ملی فوتبال استونی و تیم ملی فوتبال ساحلی استونی بازی کرده‌است.